# Anders Marcusson
Anders Marcusson (20 gennaio 1977) è un pentatleta svedese.

## Palmarès
In carriera ha conseguito i seguenti risultati:
- Europei

Usti nad Labem 2003: bronzo nel pentathlon moderno staffetta a squadre.